# I'll fall in love
「I'll fall in love」（アイル・フォール・イン・ラヴ）は、2005年8月24日に、Sony Recordsからリリースされた松田聖子の64枚目のシングル。

## 解説
作詞は本人、作曲は本人・小倉良。「I'll fall in love」はテレビドラマのリメイク作品であったアメリカ映画「奥さまは魔女」日本版テーマソング。
初回仕様と通常仕様の2種類でリリースされた。
2005年12月7日発売アルバム『Under the beautiful stars』はC/W「思い出にできなくて」のみ収録。「I'll fall in love」は2006年5月31日発売アルバム『bless you』に収録。
ファンの前での初披露は、2005年のコンサートツアー『25th Anniversary SEIKO MATSUDA CONCERT TOUR 2005 fairy』であるが発売前のためMCコーナーでサビを歌った程度（会場によって差はあり）。フルコーラスでの歌唱は2006年ツアーの『SEIKO MATSUDA CONCERT TOUR 2006 bless you』である。
台湾などで発売されたアルバム『I'll fall in love 愛的禮物』には、同曲が中国語で収録の他「夏の扉」「赤いスイートピー」「瑠璃色の地球」も中国語・日本語の2パターンを収録。8月20日には台湾公演「松田聖子25周年夢幻精霊巡迴演唱曾」を開催。

## 収録曲
全作詞:Seiko Matsuda／作曲:Ryo Ogura／編曲:Ryo Ogura
1. I'll fall in love
2. 思い出にできなくて
3. I'll fall in love（Backing Track）
4. 思い出にできなくて（Backing Track）

## 関連作品
- I'll fall in love
  - I'll fall in love 愛的禮物
  - bless you
  - Premium Diamond Bible
  - Diamond Bible
  - SEIKO STORY〜90s-00s HITS COLLECTION〜
- 思い出にできなくて
  - Under the beautiful stars